# (4515) Хренников
(4515) Хренников (лат. Khrennikov) — типичный астероид главного пояса, открыт 28 сентября 1973 года советским астрономом Николаем Черных в Крымской астрофизической обсерватории и 2 апреля 1999 года назван в честь советского и российского композитора Тихона Хренникова.

## Обнаружение и именование
(4515) Хренников
Открыт 28 сентября 1973 года в Крымской астрофизической обсерватории Н. С. Черных.
Назван в честь известного советского композитора Тихона Николаевича Хренникова (р. 1913), который написал множество опер, оперетт, балетов, партитуры симфоний, а также музыку для театра и кино. Профессор Московской консерватории и много лет возглавлял Союз советских композиторов.
Оригинальный текст (англ.)4515 Khrennikov
Discovered 1973 Sept. 28 by N. S. Chernykh at the Crimean Astrophysical Observatory.
Named in honor of well-known Soviet composer Tikhon Nikolaevich Khrennikov (b. 1913), who wrote many operas, operettas, ballets, symphony scores, and music for theater and films. He is a professor at the Moscow Conservatory and led the Union of Soviet Composers for many years.
Источники: 19990402/MPCPages.arc; M.P.C. 34340.

## Орбита

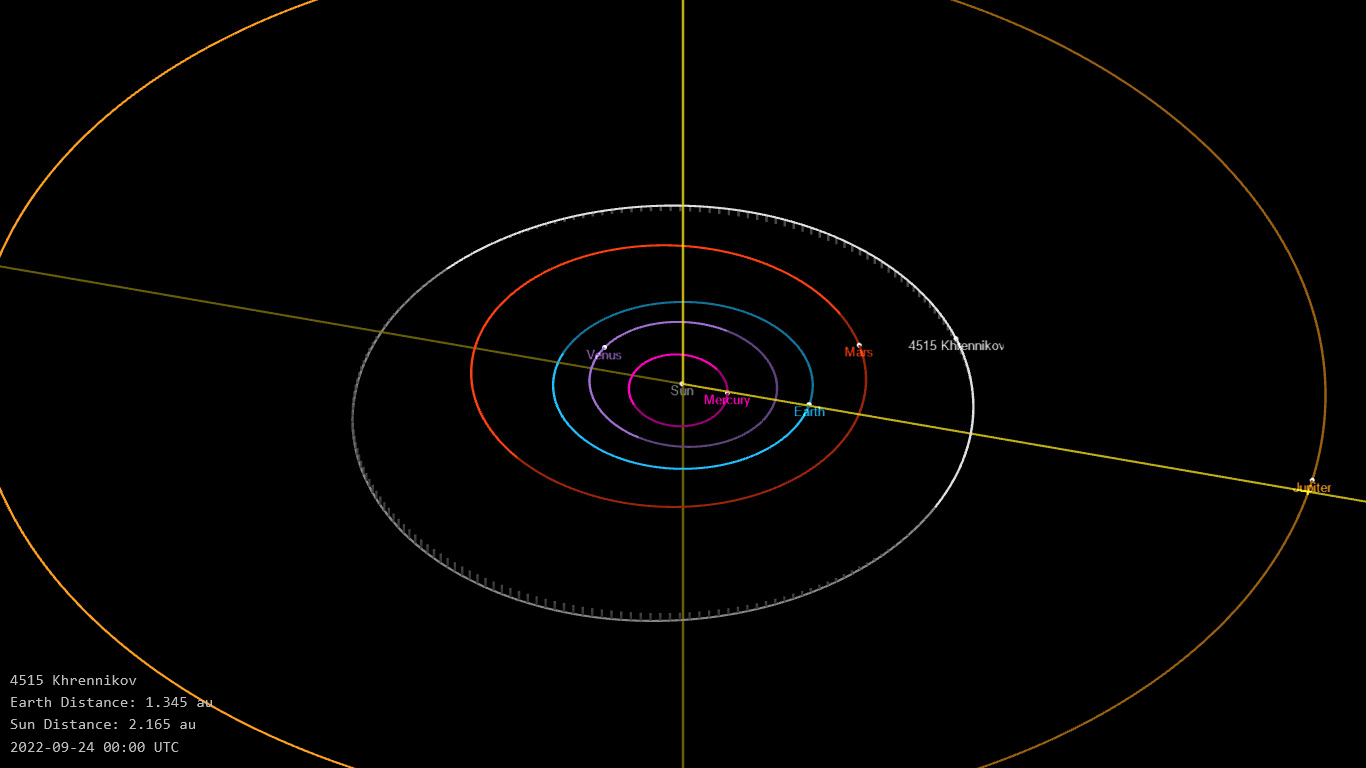
Орбита астероида Хренников и его положение в Солнечной системе

## Физические характеристики
Из наблюдений телескопа VISTA следует, что астероид относится к таксономическому классу S.
По результатам наблюдений в видимом и ближнем инфракрасном диапазоне космического телескопа NEOWISE диаметр астероида оценивался равным 5,256±0,301 км. Согласно тем же источникам альбедо оценивается как 0,2791±0,0229 и 0,279±0,023.